# 努爾王后
努爾王后（阿拉伯语：阿拉伯語：，1951年8月23日—）是约旦国王侯賽因·賓·塔拉勒的第四個妻子及王后。本名為麗莎·納吉布·哈拉比（Lisa Najeeb Halaby），她婚前為一名擁有敘利亞、英格蘭及瑞典血統的美國公民，但因嫁入約旦王室而放棄美國國籍並成為約旦公民。王后從2011年起一直擔任聯合世界書院的主席。
王后能說阿拉伯語，英語及法語。她的興趣包括滑雪、網球、騎馬、攝影及閱讀等等。

## 早年生活
努爾王后在1953年8月23日出生于美国的華盛頓哥倫比亞特區，被父母取名為：麗莎·納吉布·哈拉比（Lisa Najeeb Halaby）。哈拉比來自一個阿拉伯裔美國家庭，父母分别擁有敘利亞及瑞典血統，曾祖父是第一批來到美國的敘利亞移民之一。她父亲纳吉布·哈拉比是一位商人和公务员；曾在美國總統哈里·S·杜鲁门的政府中擔任國防部要職及约翰·肯尼迪政府的美国联邦航空管理局首長、1969年至1972年是泛美航空的CEO。王后是家中長女，有一名弟弟及妹妹。她父母在1977年離婚。

## 學歷
哈拉比在小學四年級至中學二年級都是在華盛頓哥倫特區的女校National Cathedral School上學的，同學大多是美國官員的女兒。她其後轉到曼哈頓的女校The Chapin School並在麻薩諸塞州的名校Concord Academy中學畢業。
哈拉比是普林斯顿大学成為男女合校後的首批女學生，她在1973年畢業並獲得了建築系及城市規劃的學士學位。

## 事業
根據王后所寫的自傳，在大學畢業後，哈拉比因工作而搬往澳洲居住。在澳洲，她開始對中東文化感興趣並隨即接受了一個英國建築公司的邀請到伊朗德黑蘭工作。由於當時伊朗政治局勢動盪，反西方情緒高脹，她在1976年搬回美國居住。她曾考慮成為電視製作人並修讀傳理學碩士課程，但最終接受了當時受約旦政府委託重新設計航線的阿拉伯航空服務處（Arab Air Services）的工作機會。該公司是由哈拉比的父親納吉布創立，她負責管理納吉布建立的航線的規劃及設計。
1977年她為皇家約旦航空工作，並因工作關係结识约旦国王侯赛因一世。該年，国王當時的妻子阿麗亞王后在一場直升機意外中喪生。他們很快就成為了朋友，而回復單身的國王也䦕始對哈拉比展開追求。他們兩人最終在1978年訂婚。

## 婚姻及子女

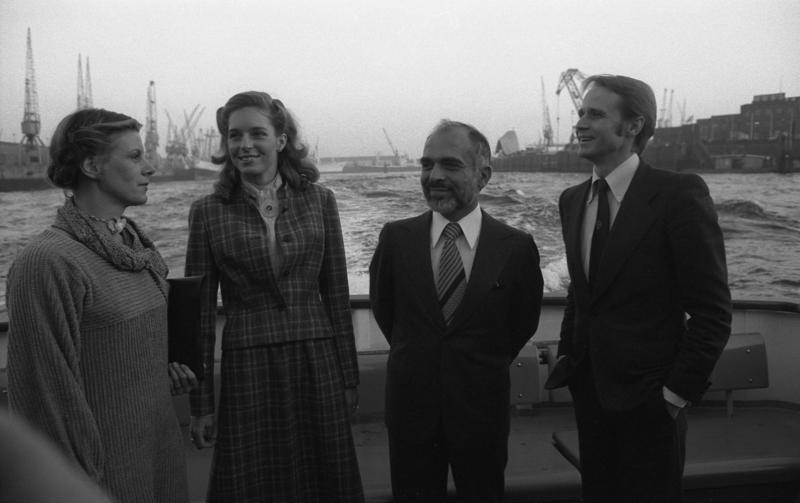
努爾王后(左二)在1978年隨丈夫到西德訪問

兩人在1978年6月15日結婚。女方在婚禮前皈依伊斯兰教，同时改名为努尔·侯赛因，意为“侯赛因之光”。起初約旦人民並不接受這位來自美國的王后，但她展示了對約旦及其人民的誠意，改變了不滿她的意見。尽管如此，她最終未能完全融入這个國家。婚後，努尔負責管理皇室的內務並撫養國王和阿麗亞王后的三名年幼子女（國王當時總共有八名子女）。
努尔王后和侯赛因國王育有四名孩子：
- 哈姆扎王子（1980年3月29日生）
- 哈希姆王子（1981年6月10日生）
- 伊曼公主（1983年4月24日生）
- 莉雅公主（1986年2月9日生）

王后在背後有涉足政治，引起部分人批評。1984年，她支持她丈夫對美國一面倒支持以色列做出的批評，美國反而批評她取態支持約旦人。

## 現狀

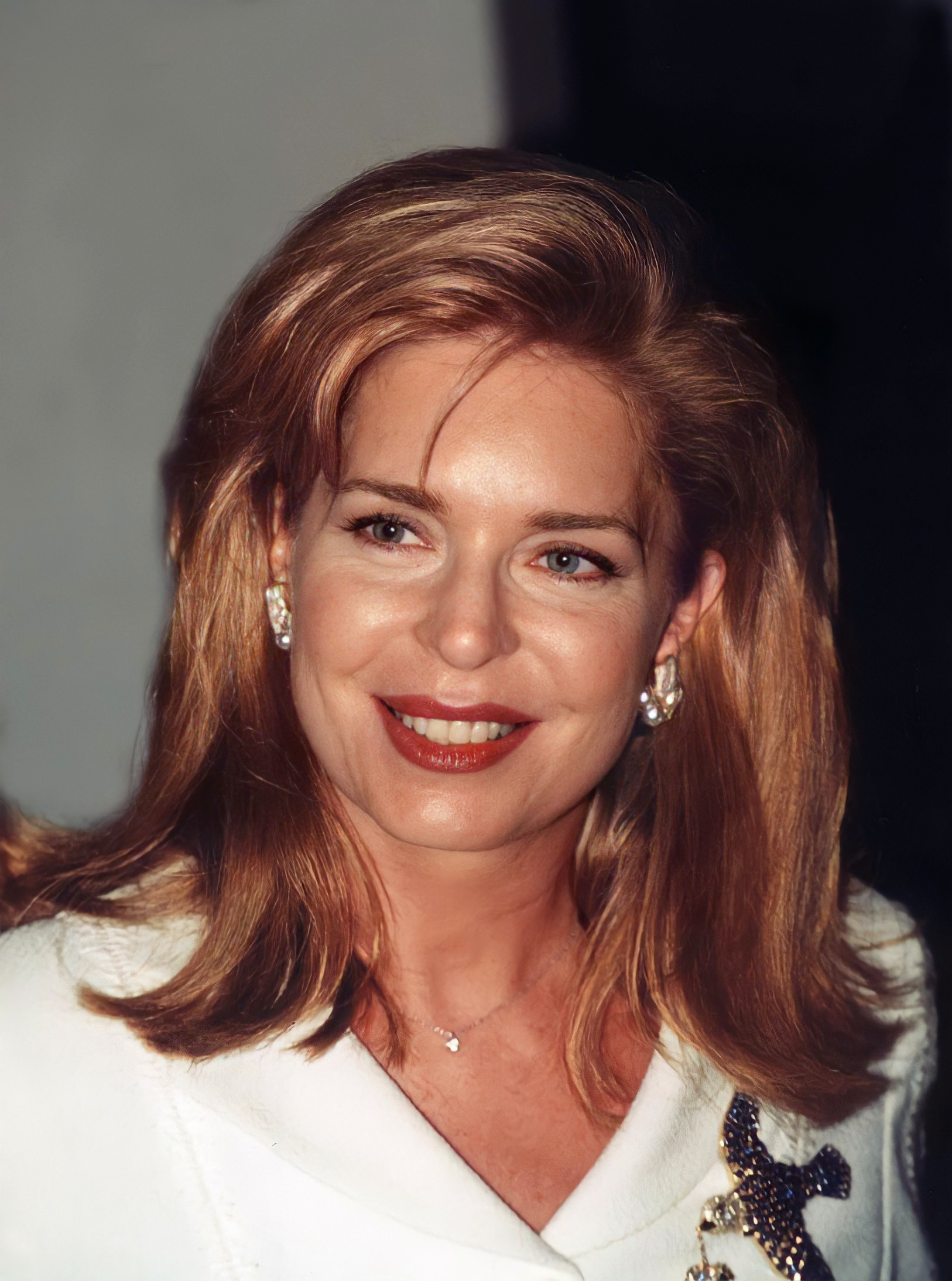
努爾王后，1999年

1999年2月7日，侯赛因国王因患癌逝世后，其長子阿卜杜拉二世继位，他的妻子拉尼娅·亚辛成为王后，同时努尔王后依然保持着王后的称号。現今，努尔王后分別居住在約旦、華盛頓特區及英國。她亦繼續在國際組織擔任職務。

## 榮譽
- 约旦 : Grand Cordon  with collar of the Order of al-Hussein bin Ali (5.6.1978).[7]
- 约旦 Jordan : Special Grand Cordon of the Supreme Order of the Renaissance (5.6.1978).[7]

### 外國榮譽
- 奥地利 : Grand Star of the Decoration of Honour for Services to the Republic of Austria (1978).[7][8]
- : First Class of the Most Esteemed Royal Family Order of Brunei (DK, 1984).[7]
- 丹麦 : Dame of the Order of the Elephant of Denmark (27.4.1998).[7]
- 埃及 : First Class of the Virtues (Nishan al-Kamal) (1989).[7]
- 義大利 :  Dame Grand Cross of the Order of Merit of the Italian Republic (26.11.1983).[7][9]
- 西班牙 : Dame Grand Cross The Order of Isabella the Catholic (22.3.1985).[10]
- 瑞典 : Member of the Royal Order of the Seraphim (15.9.1989).[7]
- 英国 : Dame Grand Cross of the Venerable Order of Saint John (GCStJ, 16.6.1989).[7]
- 西班牙 : Dame Grand Cross of the Order of Charles III (4.11.1994).[11]